# Tortula lanceola
Tortula lanceola (Pottia lanceolata (Hedw.) Müll.Hal.), deutsch Lanzettblättriges Pottmoos, ist eine Laubmoos-Art aus der Familie Pottiaceae. 

## Merkmale
Das Moos wächst oft herdenweise und bildet niedere, lockere Rasen. Die einfachen oder wenig verzweigten Stämmchen sind bis 8 Millimeter hoch. Die aufrecht abstehenden Blätter sind an der Stämmchenspitze etwas größer als die unteren, eiförmig lanzettlich bis spatelförmig und rasch in die kurze Spitze verschmälert. Trocken sind die Blätter verbogen und gedreht. Die Blattränder sind zurückgebogen, die Rippe tritt als kurze oder lange Stachelspitze aus. Die Laminazellen im oberen Teil des Blattes sind glatt bis schwach papillös, rundlich quadratisch bis hexagonal oder kurz rechteckig, etwa 9 bis 21 Mikrometer breit und haben kaum verdickte Zellwände.
Die Art bildet fast immer reichlich Sporenkapseln aus, diese sind auf der etwa 4 bis 12 Millimeter langen, roten Seta deutlich über die Blätter emporgehoben und länglich eiförmig bis fast zylindrisch. Die entdeckelte Kapsel ist an der Mündung etwas verengt. Peristomzähne sind gut entwickelt, überragen die Kapselmündung weit und sind etwa 0,5 Millimeter lang. Der kegelförmige Kapseldeckel ist schief, oft undeutlich und geschnäbelt. Die Kalyptra ist glatt oder selten schwach papillös, die Sporen sind fein papillös und 18 bis 30 Mikrometer groß. Sporenreifezeit ist im Frühjahr.

## Standortansprüche und Verbreitung
Das wärmeliebende Moos ist ein Pionier auf offener, basischer und zumeist kalkreicher Erde an trocken-warmen und lichtreichen Stellen. Die Standorte befinden sich in Bodenlücken von Trockenrasen, in Weinbergen, Steinbrüchen, an Wegböschungen oder auf flachgründigen Erdauflagen von Mauerkronen, Felsen und dergleichen. 
Es ist in Europa weit verbreitet, nach Norden hin bis Irland, Schottland, Südnorwegen, Mittelschweden und zum Baltikum, im Süden bis ins Mittelmeergebiet. In Mitteleuropa ist es vor allem in tiefgelegenen, wärmebegünstigten Kalkgebieten zu finden. Weitere Vorkommen befinden sich in Asien, Nordafrika und Nordamerika.